# Seven de Cardiff
El Seven de Cardiff fue un torneo que fue parte de la Serie Mundial Masculina de Rugby 7 desde el 2001 al 2003.
Se disputaba en el Cardiff Arms Park.

## Palmarés
| Año          | Campeón       | Marcador final | Subcampeón |
| ------------ | ------------- | -------------- | ---------- |
| Cardiff 2001 | Nueva Zelanda | 31-5           | Australia  |
| Cardiff 2002 | Nueva Zelanda | 24-12          | Inglaterra |
| Cardiff 2003 | Sudáfrica     | 35-17          | Argentina  |

## Posiciones
Número de veces que las selecciones ocuparon cada posición en todas las ediciones.
| Equipo        | Campeón | 2º puesto |
| ------------- | ------- | --------- |
| Nueva Zelanda | 2       |           |
| Sudáfrica     | 1       |           |
| Australia     |         | 1         |
| Inglaterra    |         | 1         |
| Argentina     |         | 1         |